# 第三次大马士革农村省攻势
第三次大马士革农村省攻势是指在叙利亚内战期间开始于2012年11月份反对派在大马士革农村省的攻势以及之后2013年1月政府军发动的反攻。

## 背景
2012年9月，反对派对大马士革的一处军事设施发动炸弹袭击，导致包括高级军官在内的40到60人丧生。而政府军在大马士革附近打死40名平民，在大马士革市打死16人。10月，反对派向大马士革的政府机构发动进攻，夺取了一处空军基地并在大马士革郊区击落一架军用直升机。在整个10月冲突一直在持续，反对派、政府军和平民都有死伤。在10月25日及26日，反对派在大马士革郊区的Harasta占领了两处政府军检查站，政府军则使用坦克和火箭炮攻击Harasta。
10月31日，FSA宣称他们获得了一支由反对阿萨德的巴勒斯坦人组成的武装派别的支持，这支部队称暴风旅（Storm Brigade），已经被武装起来以控制难民营。解放巴勒斯坦人民陣線總指揮部（PFLP-GC）领导人艾哈迈德·贾布里勒（Ahmed Jibril）和他的手下被指责骚扰营内的居民并攻击FSA武装分子。许多来自难民营的巴勒斯坦人也加入了其他FSA部队并在大马士革的Tadamon区和哈賈拉斯瓦德区与FSA并肩作战。
在10月30日，反对派暗杀了叙利亚空军高级将领Abdullah Mahmoud al-Khalidi。之后的一周时间内，反对派更多的尝试暗杀政府方面的高价值目标。11月6日，反对派在Mohammed Osama Laham上班路上将其刺杀，他是叙利亚议会发言人的兄弟。

## 反对派的攻势

### 11月份的冲突
11月7日，反对派在大马士革市中心发动了一次大规模行动。反对派向总统官邸附近的阿拉维派聚居的Mezzah区发射迫击炮弹，击中了总理办公室和Mezzah区的军用机场，导致3名平民丧生，12人受伤。大马士革革命委员会一名发言人Susan Ahmed称此次行动是“倒计时”，并声称“在这个地区正在发生一些严重的事情，并且事态正在失去控制。政府军再也不能控制大马士革了。”同一天，一名叙利亚大法官在大马士革居住区遭到暗杀。他的汽车下被安放了炸弹且炸弹是被遥控引爆的。
11月12日，在大马士革东郊的古塔地区双方激烈交火，导致10名政府军和1名反对派武装丧生。
11月17日，在大马士革郊区，一架政府军直升机被击落。
反对派在11月末加大了对大马士革的攻势。11月19日，在大马士革南大门的哈賈拉斯瓦德区反对派夺取了一处政府军部队的指挥部，这是反对派控制的距离大马士革市中心最近的一处军事基地。11月25日，反对派控制了位于东古塔地区的Marj al-Sultan空军基地，在战斗中两架政府军直升机被击落。
11月28日，反对派武装进攻大马士革国际机场，试图削弱政府军的空中优势。11月29日，反对派声称他们已经阻断了通往机场的道路。叙利亚新闻部长声称通往机场的道路依旧安全并且没有反对派武装活动。埃及航空和阿联酋航空暂停了飞往大马士革的航班。BBC报道政府军在11月29日针对城东的反对派控制区发动了一场前所未有的攻势。

### 12月初的冲突
12月1日，大马士革东部的Arbin发生冲突。叙利亚人权观察组织（SOHR）报道，政府军向Zabadani炮击，导致多人受伤。政府军在Mliha与反对派战斗以试图保证通往机场的高速公路的安全。
在通往机场的高速公路及其周边，双方的激烈交战以及政府军的轰炸持续至12月2日。当天埃及航空宣布在次日重开飞往大马士革国际机场的航班。政府军使用战机和火箭炮轰炸大马士革郊区反对派控制的地区，在阻止反对派接近大马士革的战斗中政府军击毙了至少10名反对派武装，并打伤了数十人。政府军进入了德拉雅的部分地区，在该地反对派曾使用迫击炮炮击大马士革市。政府军攻入了该镇的一端但反对派仍控制着该地区其他部分并向政府军回击。
12月3日，叙利亚政府军继续使用火炮和战机针对大马士革附近的反对派控制区进行轰炸。
12月4日，叙利亚国家电视台报道反对派向大马士革郊区发射迫击炮，导致29名学生和一名老师丧生。
12月5日，靠近大马士革国际机场的Aqraba军用机场发生战斗，反对派声称已经控制了机场。
12月7日，反对派声称他们仍封锁着通往大马士革国际机场的大部分道路。大马士革军事委员会发言人Nabil al-Amir声称反对派“已经等待了两周以使得大部分平民和民用飞机撤出机场。到了12月7日，这座机场已经成为军事区，任何想要靠近它的平民将要自己承担风险。通往该机场的外国航班依旧暂停。一名政府方面的发言人声称政府军“已经迫使反对派退回了大马士革郊区和周边地区。”12月8日，通往机场的道路一度被封锁。
12月9日，政府军的反攻开始成功减轻了反对派对首都的压力。Patrick Cockburn在《独立报》上撰文声称政府军通过将军队从叙利亚农村地区调往大马士革加强了对首都的控制力度。一名与Patrick Cockburn有联系的外交官员声称；“在私底下，FSA的指挥官承认他们针对大马士革的进攻并没有按照计划进行，并且他们遭受了巨大损失，但这不意味着他们不会再次采取类似行动。”有目击者声称看到通往机场的道路两旁躺着冲突双方战死者的尸体。一名接受纽约时报采访的反对派武装分子声称这对机场的进攻使得政府军分散兵力，使得那些试图攻占大马士革通往叙利亚东北地区道路的武装分子撤退。这些武装分子由于对战斗计划没有深思熟虑而遭受了严重损失。根据这名反对派的说法，政府军的反攻不可思议的猛烈。
12月15日，一名反对派武装Ababil Horan和Eastern Ghouta旅的发言人声称叙利亚自由军袭击了大马士革的一个会议现场，打死多名负责政府军在大马士革及其郊区行动的官员。现在他们已经有能力知晓大马士革其他政府军行动指挥官的行动和会议内容。

### 雅穆克难民营冲突
12月16日，叙利亚政府军的战机空袭了难民营，这是内战爆发以来的第一次。活动人士报道战机至少发射了两枚火箭弹，一座安置有从首都其他交战区逃离的难民的清真寺被击中，数十人丧生。
12月17日，反对派声称营内的许多PFLP-GC武装分子投靠到了反对派阵营，而他们的领导人艾哈迈德·贾布里勒和其余PFLP-GC武装分子加入了营外的政府军阵营。当天晚些时候反对派武装在反对阿萨德的巴勒斯坦人的帮助下完全控制了雅穆克难民营及另一座巴勒斯坦难民营，将亲政府的PFLP-GC武装分子赶了出来。但是政府军已经完全包围了难民营，大量难民逃离家园。
12月19日，雅穆克难民营外围发生新的战斗，1名平民和4名PFLP-GC成员丧生。
12月24日，反对派伏击并击毙了賈拉馬納区的军事情报机构领导人，該区位于大马士革东南，居民以基督徒和德鲁兹派为主。

### 德拉雅攻势
12月31日，政府军加强了对反对派控制的德拉雅的炮击。政府军在镇外集结了一支大规模部队准备突袭该镇。反对派说政府军的一支装甲部队试图攻入德拉雅，但被叙利亚自由军击退。
2013年1月2日，政府军的空袭击中了大马士革郊区Mleiha的一处加油站，导致70人丧生。
1月4日，政府军继续进攻，使用地面部队和空军对大马士革郊外的反对派据点进行炮击和轰炸。反对派在首都郊外三个方向与政府军交战。但是，反对派的推进由于政府军持续的空袭而停滞不前。一个报道政府军在大马士革郊外作战的国际记者团遭遇交火，一名路透社记者受伤。
1月12日，一名政府军军官和一名SOHR的官员都证实政府军进入了德拉雅镇的大部分地区，镇内仍有激烈交火发生。
1月19日，据报道反对派武装仍控制着德拉雅市的部分地区。反对派武装还宣称在该市一名米格战斗机的飞行员叛变并用战机轰炸了该地区的三处政府军阵地，造成15名士兵丧生。但这一消息无法得到证实。
1月24日，政府军从大马士革西侧向德拉雅市炮击。
1月26日，伦敦一家阿拉伯语报纸《Asharq al-Awsat》报道大马士革郊区的反对派武装袭击了大马士革西北的总统官邸以及一处军用机场，但这一消息无法得到其他报道的证实。
1月27日，据报道反对派攻占了位于大马士革国际机场附近的一处政府军通讯基地。双方还在大马士革西南Qadam区的一座火车站交战。
1月30日，在大马士革西北Jimraya区，以色列空军轰炸了一支车队。根据美国方面及情报机构官员的说法，这支车队装载着提供给黎巴嫩真主党的防空武器。叙利亚政府声称是一座研究机构，而不是一支车队遭到了空袭，两人在空袭中丧生。三天之后，美国官员声称遭到打击的设施属于叙利亚科学研究中心，该机构是叙利亚主要的化学和生物武器研究中心。

### 大马士革周边环形路及约巴区的战斗
2月6日，反对派在大马士革市中心边缘发动了一场代号“哈米吉多顿之战”的行动。在行动中反对派攻入了约巴（Jobar）区。大马士革环路的一部分也被反对派武装占领，这条环路一直被用作阻隔大马士革市中心和古塔（Ghouta）地区的屏障。反对派还在大马士革东北部的阿德拉（Adra）发动攻击。
2月10日，一名反对派声称反对派武装已经在约巴区夺取了另一座军事检查站。但是叙利亚人权观察组织（SOHR）声称争夺高速公路的战斗仍在持续，而在一天前对反对派发动空袭之后，政府军已经夺回了该地区。
2月20日，政府军发射的一枚飞毛腿导弹击中了杜乌马（Douma）附近伊斯兰武装组织伊斯蘭旅的指挥中心，这个组织此前充当了攻入约巴区的先锋。在袭击中该组织的创立者和指挥官扎哈蘭·阿魯什受伤。遭袭地区被彻底摧毁，多名反对派武装被炸死或炸伤。
2月27日，SOHR声称反对派发射了多枚迫击炮弹，击中了大马士革大学内的军方司法和文化部门。

## 战略分析
保卫大马士革是叙利亚政府认为最重要的事，这使得叙利亚政府在大马士革及其周边集中了大量部队，其中包括最为忠诚且训练最好的部队。根据《纽约时报》报道，反对派武装不太可能很快占领大马士革，但是在大马士革周边的大马士革农村省，尤其是大马士革国际机场周边的战斗对政府支持者来有着很深远的心理影响，这让他们感到陷入了困境，并迫使政府從其它地方调集部队包围大马士革。
大马士革的居民说城内的气氛很紧张，并且还怕反对派还有进一步的推进。政府军的检查站非常多，以至于到达城内任何一个地方都不可能不经过检查站。国际战略研究所的Emile Hokayem说：“战斗是包围大马士革城的战略的一部分，反对派表达了一个很强的信号：他们可以无所不能，只要他们认为很重要。”他预计政府军将能够重新打通通往大马士革国际机场的道路并使机场恢复运营，但“随着时间的推移，要做到这些会付出越来越多的代价。”
德拉雅饱受政府军进攻的摧残，可能是因为它靠近总统官邸，是个反对派的火力阵地。
在2013年年初，有报道显示政府军能够在反对派发动攻势前就预先知道。根据有关消息，政府军有目的的撤离一些不是非常重要的据点以集中兵力包围大马士革，并且誘使反对派远离补给线。由于政府军有预谋的撤退以及政府军有意泄露出来的错误信息，反对派武装分子会在领导人下达命令之前就开始擅自行动。一旦反对派推进到远离补给线的地方，将使得政府军集中使用火炮以及空袭来对付攻击首都外围的反对派，使其遭受损失。据报道其中一支遭受严重损失的反对派组织是胜利阵线。